# Koningsdag
Il Koningsdag (olandese: Giorno del Re) è la festa nazionale dei Paesi Bassi, celebrata a partire dal 2014 ogni anno il 27 aprile, giorno del compleanno di Guglielmo Alessandro. Se il 27 aprile è domenica, come è accaduto alla sua prima celebrazione, la festa nazionale viene spostata al sabato precedente, il 26 aprile.
Precedentemente la festa nazionale dei Paesi Bassi, chiamata Koninginnedag si teneva il 30 aprile e commemorava l'incoronazione della Regina Beatrice e la nascita della regina Giuliana.

## Storia
Il 31 agosto 1885, in occasione del quinto compleanno della principessa Guglielmina, si tenne il primo Giorno della Principessa. L'iniziativa nacque in ambienti liberali che volevano promuovere il senso di unità nazionale del paese. Dopo la morte del re Guglielmo III nel 1890, e la conseguente ascesa al trono di Guglielmina, il Giorno della Principessa divenne il Giorno della Regina. La festa continuerà a essere celebrata il 31 agosto fino al 1948.
Nel 1948 il trono dei Paesi Bassi passò a Giuliana, figlia di Guglielmina, e da allora il Giorno della Regina si è celebrato il 30 aprile, in coincidenza con il compleanno di Giuliana.
Dopo l'incoronazione della regina Beatrice, il 30 aprile 1980, si decise di mantenere la festa nazionale alla data del 30 aprile per commemorare la sua ascesa al trono e per ricordare sua madre, Giuliana, mantenendo la festa al giorno del suo compleanno. Inoltre, da un punto di vista pratico, il compleanno della regina Beatrice (31 gennaio, in pieno inverno) non sarebbe stato favorevole ai festeggiamenti.
L'ultimo Koninginnedag si è tenuto il 30 aprile 2013, giorno in cui la regina Beatrice ha abdicato in favore del figlio Guglielmo Alessandro.

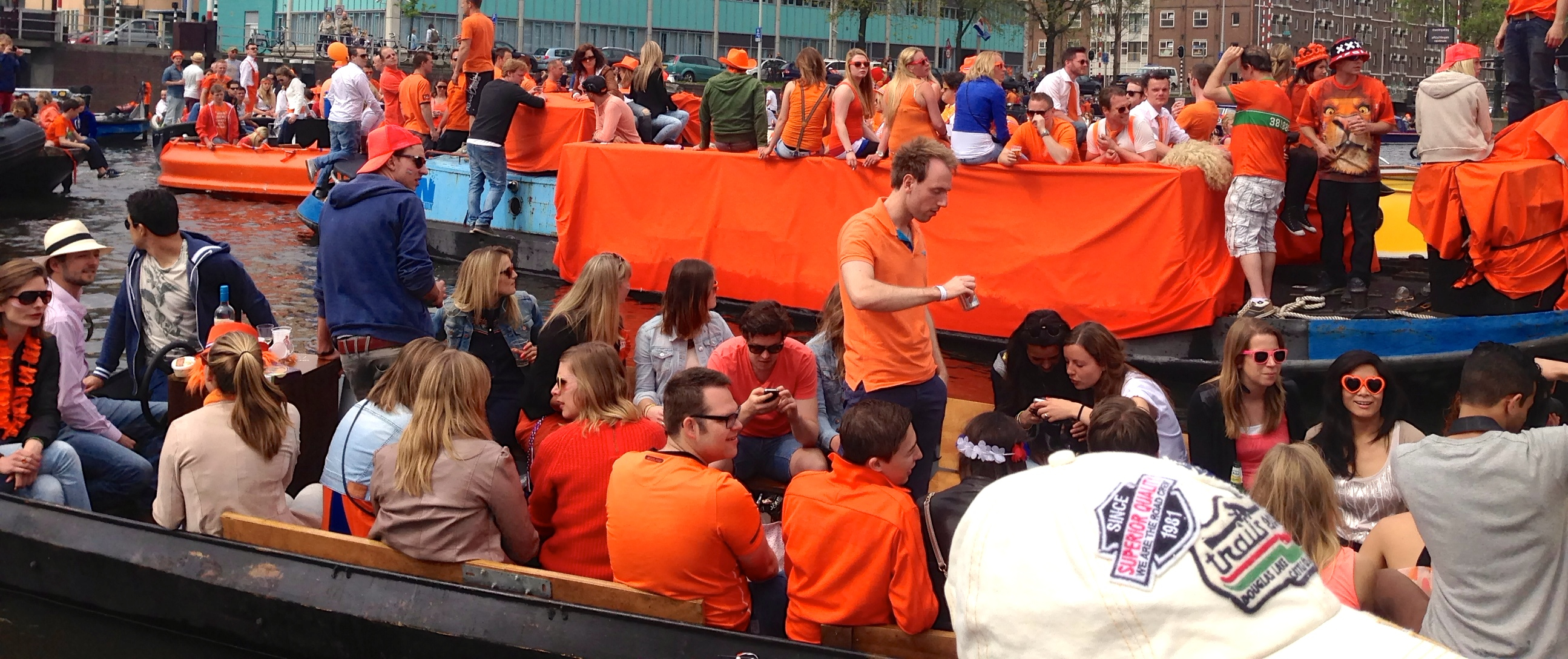
Festeggiamenti per il Koningsdag 2014 nei canali di Amsterdam

## Celebrazioni
Il re Guglielmo Alessandro, nel giorno della festa, visita una o due città dei Paesi Bassi. Per tradizione, il Giorno del Re è l'unico giorno che non richiede autorizzazioni per vendere merci per strada. Per questo motivo l'intero paese si riempie di mercatini delle pulci. È inoltre l'unico giorno in cui è concesso consumare alcolici per strada ed i parcheggi sono gratuiti.
Alcune città festeggiano anche la notte precedente il Giorno del Re con una festa chiamata Koningsnacht (olandese: Notte del Re). I festeggiamenti principali del Giorno del Re si svolgono ad Amsterdam, mentre quelli della Notte del Re a L'Aia.
Il Koningsdag, ogni anno, nella sola Amsterdam raduna una media di due milioni di visitatori. Durante la festa i Paesi Bassi si tingono di arancione, colore tradizionale della monarchia olandese, in un fenomeno detto Oranjegekte.